# 湖南工程学院
湖南工程学院（こなんこうていがくいん、英語: Hunan Institute of Engineering）は、中国湖南省湘潭市岳塘区に本部を置く中国の公立大学。1951年創立、2000年大学設置。
2019年9月時点では、学校の面積は108万平方メートル、建築面積は50余万平方メートル、生徒数約17,019人、教職員1,547人。

## 略歴
湖南工程学院の起源は、1951年に湖南省政府が設立した中南電工廠工業技術学校。2000年、湘潭機電高等専科学校・湖南紡織高等専科学校が合併し「湖南工程学院」設立。

## 基礎データ
- 所在地
  - 湖南省湘潭市岳塘区

- 校訓
  - 「鍥而不捨、敢為人先」

- 校歌
  - 「湖南工程学院校歌」。周林江作曲。

## 組織
「学院」も「系」も日本の大学の学部にほぼ相当する。「学部」は「学院」と「系」の上の編成で、実体はなく、日本の「学部」とは位置付けが異なっている。妙訳がないのでそのまま記す。
- 電気信息学院
- 機械工程学院
- 紡織服装学院
- 化学化工学院
- 建築工程学院
- 芸術設計学院
- 管理学院
- 計算機・通信学院
- 理学院
- 経済学院
- 外国語学院
- 国際教育学院

## 附属機関

### 附属図書館
湖南工程学院図書館、蔵書数は全館合計で約108万冊

## 大学の人物一覧

### 教授
- 学長：劉国繁
- 党委書記：劉国栄

## 対外関係
2014現在、全部で10余国20大学・機関と交流協定を結んでいる。
- イギリス
  - en:University of the Highlands and Islands
  - en:University of the West of Scotland
  - en:Plymouth University
  - en:Sheffield Hallam University
  - サンダーランド大学
  - en:University of Central Lancashire
  - en:Leeds Beckett University
- アイルランド
  - en:Griffith College Dublin
- オーストラリア
  - シドニー工科大学
  - セントラルクイーンズランド大学
  - キャンベラ大学
  - ウーロンゴン大学
  - ラ・トローブ大学
  - サザンクイーンズランド大学
  - タスマニア大学
- タイ
  - en:Rangsit University
- オランダ
  - en:Saxion University of Applied Sciences